# Гейзел-Крест (Іллінойс)
Гейзел-Крест (англ. Hazel Crest) — селище (англ. village) в США, в окрузі Кук штату Іллінойс. Населення — 13 382 особи (2020).

## Географія
Гейзел-Крест розташований за координатами 41°34′27″ пн. ш. 87°41′21″ зх. д. / 41.57417° пн. ш. 87.68917° зх. д. (41.574175, -87.689286).  За даними Бюро перепису населення США в 2010 році селище мало площу 8,83 км², з яких 8,78 км² — суходіл та 0,05 км² — водойми.

## Демографія
Згідно з переписом 2010 року, у селищі мешкало 14 100 осіб у 5003 домогосподарствах у складі 3562 родин. Густота населення становила 1596 осіб/км².  Було 5431 помешкання (615/км²).
Расовий склад населення:
| - 85,2 % — чорних або афроамериканців - 10,2 % — білих - 0,7 % — азіатів - 0,2 % — корінних американців - 1,7 % — осіб інших рас |

До двох чи більше рас належало 2,0 %. Частка іспаномовних становила 3,7 % від усіх жителів.
За віковим діапазоном населення розподілялося таким чином: 27,9 % — особи молодші 18 років, 59,9 % — особи у віці 18—64 років, 12,2 % — особи у віці 65 років та старші. Медіана віку мешканця становила 36,7 року. На 100 осіб жіночої статі у селищі припадало 80,6 чоловіків;  на 100 жінок у віці від 18 років та старших — 74,8 чоловіків також старших 18 років.
Середній дохід на одне домашнє господарство  становив 63 020 доларів США (медіана — 52 134), а середній дохід на одну сім'ю — 74 847 доларів (медіана — 71 473). Медіана доходів становила 52 226 доларів для чоловіків та 38 776 доларів для жінок. За межею бідності перебувало 17,0 % осіб, у тому числі 28,3 % дітей у віці до 18 років та 12,1 % осіб у віці 65 років та старших.
Цивільне працевлаштоване населення становило 5988 осіб. Основні галузі зайнятості: освіта, охорона здоров'я та соціальна допомога — 27,2 %, транспорт — 16,4 %, роздрібна торгівля — 10,2 %, фінанси, страхування та нерухомість — 8,4 %.